# انقطاع التقادم (قانون)
انقطاع التقادم (بالإنجليزية: Tolling) هو مبدأ قانوني يسمح بتعليق أو تأجيل الفترة الزمنية المنصوص عليها في مدة تقادم الدعوى القضائية (قانون التقادم)، بحيث يمكن رفع دعوى قضائية حتى بعد انقضاء مدة التقادم. على الرغم من أن أسباب تعليق مدة التقادم تختلف من ولاية قانونية إلى أخرى، إلا أن الأسباب الشائعة تشمل:
- إذا كان المدعي قاصرًا في وقت الدعوى.
- اعتبار المدعي غير مؤهل عقليًا.
- إدانة المدعي بجريمة جنائية وحبسه.
- رفع المدعى عليه قضية إفلاس تؤدي إلى تعليق الدعاوى الأخرى.
- المدعى عليه غير متواجد في نطاق قضائي معين (دولة أو بلد).
- تفاوض الأطراف بحسن نية لحل النزاع دون اللجو إلى التقاضي عند انقضاء مدة التقادم.

قد يحدث تعليق مدة التقادم بموجب قانون ينص صراحة على تعليق مدة التقادم خلال ظروف محددة. قد يأخذ أيضًا شكل التعليق التكافلي، حيث يطبق القاضي مبادئ القانون العام لتمديد الوقت لتقديم وثيقة ما.